# Командующие НВС Латвии
Командующие НВС Латвии (национальных вооруженных сил Латвии) — командующие совокупности войск и сил в Латвийской Республике.
«Руководство Национальными вооружёнными силами Латвии осуществляет командир НВС, который подчиняется министру обороны. Командир НВС есть высшая военная должностная персона. Командир НВС утверждается в должности на четыре года и освобождается от должности Сеймом по представлению Президента»...
Президент государства является руководителем вооруженных сил государства. В случае войны он назначает главнокомандующего.

## Персоналии
На командных должностях командующих вооружённых сил Латвийской республики в определённый период времени находились:
- 10.07.1919 — 16.10.1919 генерал Давид Симансон (латыш. Dāvids Sīmansons), главнокомандующий армией
- 16.10.1919 — 01.04.1921 генерал Янис Балодис (латыш. Jānis Balodis), главнокомандующий армией
- 01.04.1921 — 23.02.1924 генерал Мартиньш Пеникис (латыш. Mārtiņš Peniķis), командующий армией
- 23.02.1924 — 25.04.1928 генерал Петерис Радзиньш (латыш. Pēteris Radziņš), командующий армией
- 25.04.1928 — 14.11.1934 генерал Мартиньш Пеникис (латыш. Mārtiņš Peniķis), командующий армией
- 14.11.1934 — 20.06.1940 генерал Кришьянис Беркис (латыш. Krišjānis Berķis), командующий армией
- 06.1940 - 24.12.1940 генерал Роберт Юрьевич Клявиньш (латыш. Roberts Kļaviņš), командующий народной армией
- 29.10.1992 — 25.10.1994 полковник Дайнис Турлайс (латыш. Dainis Turlais), командующий армией
- 25.10.1994 — 08.06.1998 полковник Юрис Далбиньш (латыш. Juris Dalbiņš), командующий НВС Латвии
- 25.06.1998 — 10.12.1998 полковник Юрис Эйхманис (латыш. Juris Eihmanis), командующий НВС Латвии
- 01.02.1999 — 31.01.2003 бригадный генерал Раймонд Граубе (латыш. Raimonds Graube), командующий НВС Латвии
- 01.02.2003 — 06.07.2006 адмирал Гайдис Андрейс Зейбот (латыш. Gaidis Andrejs Zeibots), командующий НВС Латвии
- 2006—06.07.2010 бригадный генерал Юрий Маклаков (латыш. Jurijs Maklakovs), командующий НВС Латвии
- с 06.07.2010 — бригадный генерал Раймонд Граубе (латыш. Raimonds Graube), командующий НВС Латвии